# Kunta
Die Kunta, auch Kuntah; sind ein maurischer Stammesverband, der im 17. Jahrhundert aus dem heutigen Mauretanien in den Norden von Mali einwanderte und heute zum großen Teil in der Umgebung von Timbuktu bis hinauf zum Adrar-n-Ifoghas lebt. Weitere Kunta leben vereinzelt in Algerien.

## Verbreitung, Kultur und Gesellschaftsordnung
Die Kunta gehören zu den mauretanischen Bidhan, obwohl sie sich in deren Klassengesellschaft nicht recht einordnen lassen. Heute sind sie weit in der westlichen Sahara und ihren Randgebieten im Norden  und Süden verbreitet. Neben Mali und Mauretanien leben sie im südwestlichen Algerien um Tindouf und anderen Gebieten in Algerien wie Ahaggar und Saoura und Twat im Nordwesten, sowie in Saguia el Hamra in der Westsahara und im Niger.
Die Gesellschaftsordnung der Kunta ist geringer als bei anderen maurischen Volksgruppen in Klassen eingeteilt, so dass ihre Zuordnung weniger in die Kriegerkaste, sondern eher zu den Ulama (arabisch: zawaya), also Korangelehrten erfolgen könnte. Diese werden in ganz Westafrika als M'rabatin (sing. Marabut) bezeichnet. Die Kunta gehören überwiegend der Sufi-Bruderschaft (tariqa) der Qadiriyya an. Sie sprechen zwar den arabischen Dialekt Nordwestafrikas, das Hassania, gehören aber ihrer Herkunft nach zum Zanaga- oder Sanhadscha-Zweig der Berbervölker an, wobei im Lauf der Jahrhunderte eine nicht unbeträchtliche Beimischung durch arabische Zuwanderer aus dem nordafrikanischen Raum stattgefunden haben dürfte. Die Genealogien bringen die Kunta auch gern in Zusammenhang mit den Almoraviden.
Die Kunta gliedern sich in drei Zweige: 1. die Aulād Sīdī Muhammad as-Saghīr, die auch Kunta al-Qibla oder Kunta Taganit genannt werden, 2. die Aulād Sīdī ʿUmar asch-Schaich, die auch Kunta Azawad genannt werden, weil sich die Mehrheit von ihnen in der Region von Azawad angesiedelt hat, und 3. die Hammāl, auch bekannt als die Aulād Sīdī al-Hāddsch Abū Bakr.

## Geschichte

### Ursprünge
Traditionell leiten sich die Kunta von dem arabischen Feldherrn ʿUqba ibn Nāfiʿ (683), dem Eroberer Nordafrikas, ab. Nachkommen von ʿUqba sollen unter der Führung eines gewissen Yāsīn ibn Schākir aus dem Gebiet des heutigen Tunesien nach Dahra geflohen sein. Als eigenständige Ethnie unter den Mauren bildeten sich die Kunta aber erst im 16. Jahrhundert heraus. Als eigentlicher Stammvater der Kunta gilt Sīdī Ahmad al-Bakkā'ī Bū Damʿ, der Sohn von Sīdī Muhammad al-Kuntī, der in der zweiten Hälfte des 15. Jahrhunderts im Zemmour-Massiv auf dem Gebiet der West-Sahara lebte und in Fask im südlichen Río de Oro starb. Über Muhammad al-Kuntī wird der Stammbaum Bū Damʿs auf die Quraisch zurückgeführt. Die Mutter von Bū Damʿ war die Tochter von Allu Muhammad ibn al-Hasan al-Dschaknī und stammte aus der Berbergruppe der Tadschkanat. Bū Damʿ erhielt seine erste Ausbildung bei seinem Vater und von Lehrern der Tadschkanat. Er soll Bū Damʿ ("Vater der Tränen") genannt worden sein, weil er in seiner Kindheit einmal Freitagsgebet verpasst und dann in Tränen ausgebrochen war. Später erwarb er einen Hain mit Dattelpalmen in der Nähe von Tichitt und gründete eine Zāwiya in der Handelsstadt Walata, die zahlreiche Schüler aus dem Hodh und den benachbarten Regionen anzog. Bū Damʿ starb 1515 und wurde in der Nähe von Walata begraben. Über ihn sind bis heute zahlreiche Wunderberichte in der West-Sahara im Umlauf.

### Die Zerstreuung
Bū Damʿ hatte drei Söhne, Sīdī Muhammad as-Saghīr, Sīdī Abū Bakr al-Hamilī und Sīdī ʿUmar asch-Schaich, auf den die drei Zweige der Kunta zurückgehen. Die Familien dieser drei Söhne lebten zunächst relativ nah beieinander in Zemmour. Ein Streit in der zweiten Generation zwischen Klienten der Aulād Sīdī Muhammad as-Saghīr und der Aulād Sīdī ʿUmar asch-Schaich führte jedoch dazu, dass sich die Kunta-Clans in verschiedene Gebiete zerstreuten. Die Söhne von Sīdī Muhammad as-Saghīr verteilten sich über das Gebiet vom Senegal und über den Hodh im heutigen Mauretanien.
Sīdī ʿUmar asch-Schaich zog mit seinen drei Söhnen und deren Klienten in die Nördliche Sahara in das Gebiet zwischen Sakiya al-Hamra und Twat. Auf dieses Ereignis nimmt wahrscheinlich auch ein anonymer Text aus Tuat Bezug, der davon spricht, dass im Jahre 1551 die Kunta mit tausend Kämpfern in Twat einfielen. Sīdī ʿUmar asch-Schaich selbst zog sich nach diesem Ereignis zurück, um sich dem Studium der religiösen Wissenschaften zu widmen. Seine Nachkommen gliederten sich entsprechend seinen drei Söhnen in drei Zweige auf: 1. die Aulād Sīdī al-Muchtār asch-Schaich; 2. die Aulād al Wāfī und 3. die Ragāgda, die Nachkommen seines ältesten Sohnes Ahmad ar-Raqqād. Die Aulād al Wāfī wanderten unter Führung von Sīdī al-Hāddsch Abū Bakr in Richtung Nigerbogen und nach Azawad, wo sie 275 Kilometer nördlich von Bamba die Siedlung al-Mabrūk gründeten. Einige Aulād al Wāfī wanderten sogar bis nach Gobir im heutigen Niger und nach Katsina im heutigen Nigeria weiter. Die Ragāgda bauten von Twat aus ein großes Handelsnetzwerk auf, das im Transsaharahandel tätig war. Sīdī ʿAlī (gest. 1707), ein Angehöriger der Ragāgda, gründete in Araouane die erste Zāwiya der Kunta in Azawad.

### Die Gründung des Muchtārīya-Ordens
Im 18. Jahrhundert gründete der zu den Aulād al Wāfī gehörende und in al-Mabrūk aufgewachsene Kunta-Gelehrte Sīdī al-Muchtār al-Kuntī (1729–1811) einen Zweigorden der Qadiriyya, der Muchtārīya bzw. Bakkā'īya genannt wurde. Viele Nomaden pilgerten zu Sīdī al-Muchtār, um ihn zu sehen und hierdurch Anteil von seiner Baraka zu erlangen. Sīdī al-Muchtār und sein Sohn Sīdī Muhammad al-Chalīfa erhoben selbst Anspruch auf die Führung der Kunta. Einer der wichtigsten Wirkungen Sīdī al-Muchtārs im wirtschaftlichen Bereich war, dass er die Zahlung von Wegzöllen im Karawanenhandel legalisierte, indem er diese nicht mehr als illegalen maks ("Zoll") betrachtete, sondern als erlaubte mudārāh ("Liebenswürdigkeit").
Der Muchtārīya-Orden zeichnete sich durch Offenheit gegenüber anderen Religionen und eine weniger strenge Auslegung der heiligen Schriften aus. Der britische Islamforscher John Hunwick schreibt, dass diese Bruderschaft großen Wert auf Tugenden wie Barmherzigkeit, Vergebung der Sünden und den „Djihad der Worte, nicht des Schwerts“ legte, d. h. auf die Bekehrung durch Überredung und durch das Vorbild eines gottgefälligen Lebens. Dies führte einerseits dazu, dass die Baqqa'iyya bei den teilweise nur oberflächlich islamisierten Konföderationen der Tuareg in der mittleren Sahara rasch Anhänger fand. Gleichzeitig gerieten sie durch diese Haltung in schroffen Gegensatz zu den fundamentalistischen Fulbe, die seit Beginn des 19. Jahrhunderts im gesamten Westsudan einen Dschihad mit dem Ziel, eine besonders strenge Form des Islam durchzusetzen, führten. Hierbei darf nicht übersehen werden, dass die Forderung nach einer Wiederbelebung und Reinigung des Islam, wie sie von Teilen der Muchtārīya vertreten wurde, zum Fulbe-Djihad mit beigetragen hatte und einige Fulbe-Führer aus dem Umfeld des Reformators Usman dan Fodio vor dem Ausbruch des Djihad Schüler von Sidi Mukhtar in al-Hilla gewesen waren.

### 19. und 20. Jahrhundert

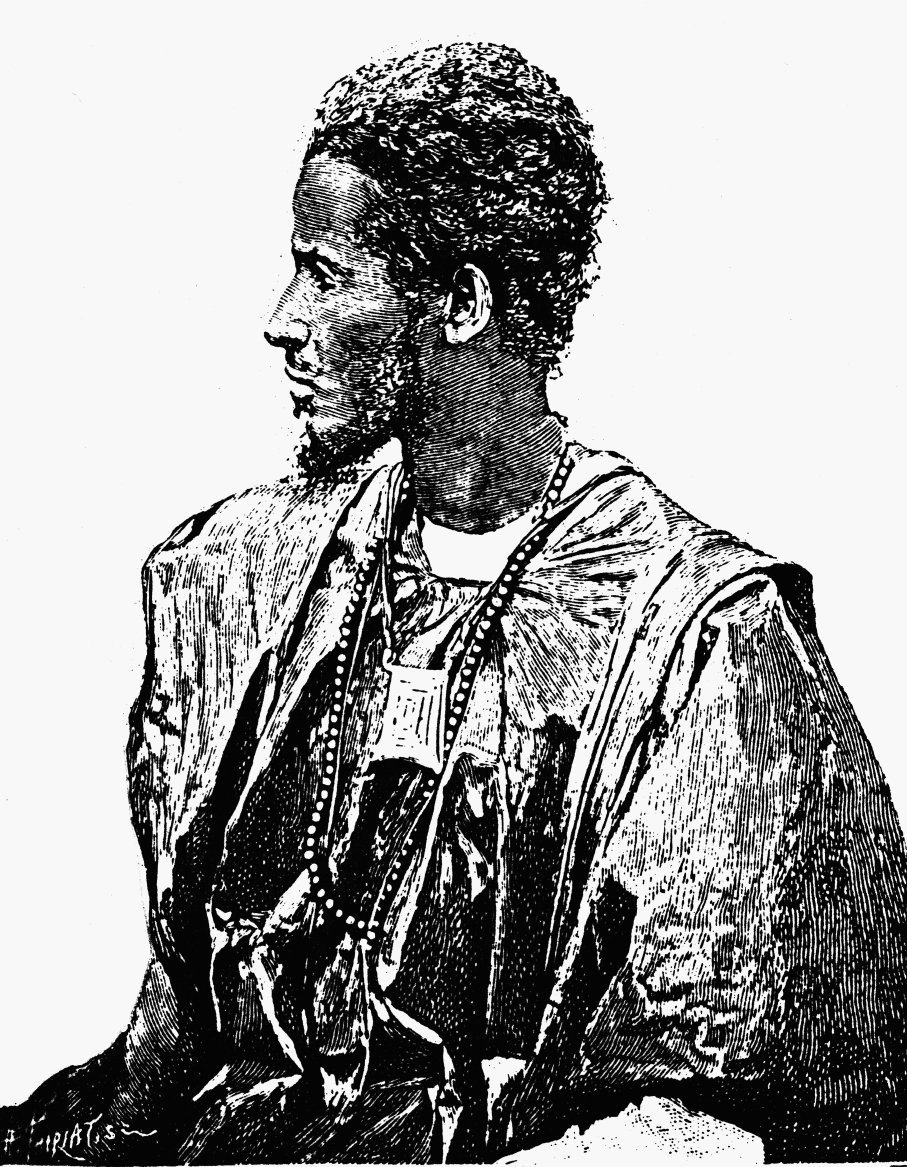
Maurischer Korangelehrter aus dem Volk der Kunta (um 1890)

Die Angehörigen der Familie Bakkā'ī wanderten im 18. Jahrhundert in Richtung Timbuktu aus. Ihre Oberhäupter dominierten als herausragende Theologen und Juristen zwischen 1811 und 1864 die Stadt Timbuktu und konnten ihren religiösen Einfluss auch über die Tuareg bis in die zentrale Sahara hinein ausdehnen. Der bedeutendste Gelehrte des al-Baqqai-Clans in der zweiten Jahrhunderthälfte war Sidi Ahmad al-Baqqai (1803–1865), dessen Rat in theologischen und juristischen Fragen im gesamten Sudan und in der Westsahara gefragt war. Sein Einfluss war so groß, dass er dem Fulbe-Emir von Massina die Stirn bieten und die Auslieferung des deutschen Afrikaforschers Heinrich Barth, der 1853 nach Timbuktu kam, verweigern konnte.
Während der Kolonialzeit (1893–1960) gelang es den Franzosen, die latenten Zwistigkeiten zwischen Kunta und Tuareg, die durch Sidi Ahmad al-Baqqai nur zeitweise hatten beigelegt werden können, geschickt auszunutzen. Angesichts der fortschreitenden Dürre im Azawad und im Adrar-n-Ifoghas (Grenzgebiet zwischen Mali und Algerien) und der Knappheit von Weiden und Wasservorräten kam es in den 1950er Jahren mehrfach zu bewaffneten Auseinandersetzungen zwischen den beiden Volksgruppen, über die der deutsche Völkerkundler und Schriftsteller Herbert Kaufmann in mehreren seiner Bücher berichtet hat.